# 金钢
金钢（1957年—），贵州习水人，汉族，中华人民共和国政治人物、第十二届全国人民代表大会四川地区代表。
毕业于中央党校经济管理专业。加入中国共产党。2013年，担任全国人大代表。